# 河北政法职业学院
河北政法职业学院（河北政法管理干部学院）是由中共河北省委政法委管理的省属公办普通高等职业教育学校，学院前身为河北省建设学院。

## 历史
1949年7月，河北省建设学院成立，1954年，改建为河北省政法干部学校。1983年，改建为河北政法管理干部学院。
2001年，改建为河北政法职业学院，承担普通高等职业教育、成人大专学历教育、岗位培训和大学后继续教育等任务。

## 教学机构
- 法律系
- 法学系
- 国际法商系
- 计算机系
- 管理系
- 建设工程系
- 财经管理系
- 国际交流系
- 会计系
- 生态工程系
- 公共法律教学部
- 继续教育部
- 思想政治理论教学部
- 基础部
- 体育教学部